# Кибјер сир Синобл
Кибјер сир Синобл (фр. Cubières-sur-Cinoble) насеље је и општина у јужној Француској у региону Лангдок-Русијон, у департману Од која припада префектури Лиму.
По подацима из 2011. године у општини је живело 105 становника, а густина насељености је износила 7,25 становника/km². Општина се простире на површини од 14,48 km². Налази се на средњој надморској висини од 446 метара (максималној 893 m, а минималној 360 m).

## Демографија
| 1962. | 1968. | 1975. | 1982. | 1990. | 1999. | 2011. |
| ----- | ----- | ----- | ----- | ----- | ----- | ----- |
| 48    | 56    | 39    | 64    | 64    | 64    | 105   |

График промене броја становника у току последњих година